# Культурна дипломатія
Культурна дипломатія — вид публічної дипломатії та інструмент «м'якої сили», який можна визначити як «обмін ідеями, інформацією, творами мистецтва та іншими компонентами культури між державами й народами з метою зміцнення взаєморозуміння». Метою культурної дипломатії є здійснення впливу на рівень і характер контактів із зарубіжними країнами. Попри те, що культурній дипломатії часто не надається належного значення, вона може відігравати важливу роль у досягненні цілей зовнішньої політики держави та навіть у підтриманні національної безпеки.

## Визначення поняття
Термін «культурна дипломатія» з’явився у ХХ ст. Серед вчених не існує єдиної думки щодо визначення культурної дипломатії, проте усі вони погоджуються, що це, передусім, інструмент покращення взаєморозуміння між державами. Найбільш відомим є визначення американського політолога М. Каммінгса: «обмін ідеями, інформацією, цінностями, переконаннями та іншими аспектами культури з метою зміцнення взаєморозуміння».
Культурну дипломатію можна також визначити як процес комунікації з іноземною аудиторією з метою донесення та пояснення своїх ідей та ідеалів, презентації інституцій, політичних цілей та пріоритетів.
В «Українській дипломатичній енциклопедії» подано такі визначення поняття «культурна дипломатія»:
1) зовнішня культурна політика (культурополітика), мета якої полягає в збереженні національної культури, обстоюванні національно-культурної ідентичності міжнародному співробітництві тощо; поєднує політику держави щодо певних сфер культурної діяльності, культуру зовнішньополітичної діяльності, інструментальне використання культури та культурних норм у зовнішньополітичних діях; 
2) врахування в дипломатичній діяльності держави культурних факторів задля досягнення міждержавного порозуміння через подолання культурних бар’єрів; 
3) використання різноманітних чинників, культури, мистецтва й освіти з метою захисту й просування на міжнародній арені національних інтересів.
Визначення практиків у сфері міжнародних відносин відображають функціональний аспект: «культурна дипломатія ‒ це продаж іміджу країни засобами культури».

## Завдання культурної дипломатії
З допомогою культурної дипломатії держава може підвищити ефективність своєї зовнішньої політики, зміцнити міжнародний авторитет, демонструвати відкритість суспільства і його демократичні цінності, впливати на формування багатополюсної міжнародної системи, сформувати позитивний економічний клімат для іноземних інвестицій, сприяти розвитку туристичної індустрії, допомагати у справі формування державного бренду, позиціонувати політику держави, побороти упередженість у ставленні до країни, зменшити вплив негативних тенденцій політико-ідеологічного походження тощо.
Окрім цього, до завдань культурної дипломатії входить зміцнення відносин, підвищення соціально-культурного співробітництва, створення і підтримання міжнародного іміджу держави.

## Функції культурної дипломатії
Культурна дипломатія покликана виконувати такі функції: 
1. створення привабливого іміджу та підвищення міжнародного престижу;
2. налагодження і покращення міжнародних зв’язків;
3. просування інтересів держави на міжнародній арені;
4. запобігання конфліктам або ж пом’якшення їхніх наслідків (превентивно-регулювальна функція)[7].

## Засоби здійснення культурної дипломатії
Найбільш часто для налагодження міжнародної комунікації звертаються таких ресурсів культури, як: 
- мистецтво (кіно, музика, живопис тощо);
- виставки, що демонструють об’єкти культури;
- освітні програми (зокрема, мовні школи);
- обмін науковими, освітніми та іншими досягненнями;
- література (наприклад, переклад популярних творів, участь у міжнародних книжкових ярмарках);
- трансляція культурних програм;
- ідеї соціальної політики;
- релігія та ін[7].

Важливі політичні заходи часто супроводжуються урочистостями, до яких можна віднести виступи відомих виконавців, концерти найкращих національних оркестрів і т.д.Такі заходи прийнято приурочувати, зокрема, до свят, що можуть супроводжуватися маршами, парадами тощо. До значущих заходів належить організація у дипломатичних представництвах прийомів з нагоди національних свят ‒ це один із способів представити свою державу.

## Особливості культурної дипломатії
Культурна дипломатія є двостороннім процесом. Вона є не тільки засобом розповсюдження інформації про державу, але також допомагає через пізнання культур інших народів краще розуміти їх.
Гнучкість культурної дипломатії виражається у можливості змінювати її стратегію та напрямки, залежно від сучасної суспільно-політичної ситуації та у її спроможності швидко реагувати на зміни у міжнародному середовищі. Витонченість культурної дипломатії як інструменту «м’якої сили» полягає в тому, що вона здійснює вплив практично непомітно. 
Цінність культурної дипломатії полягає в тому, що вона дозволяє здійснювати вплив не лише на високопосадовців, відповідальних за прийняття зовнішньополітичних рішень, але також дає можливість справляти бажане враження на народ іноземної держави, тобто на широкі маси. Культурна дипломатія має здатність створювати стійке і тривале враження в однієї нації про іншу. Це дуже важливо, адже «режими минають, а емоційна пам’ять залишається».   

## Культурна дипломатія України

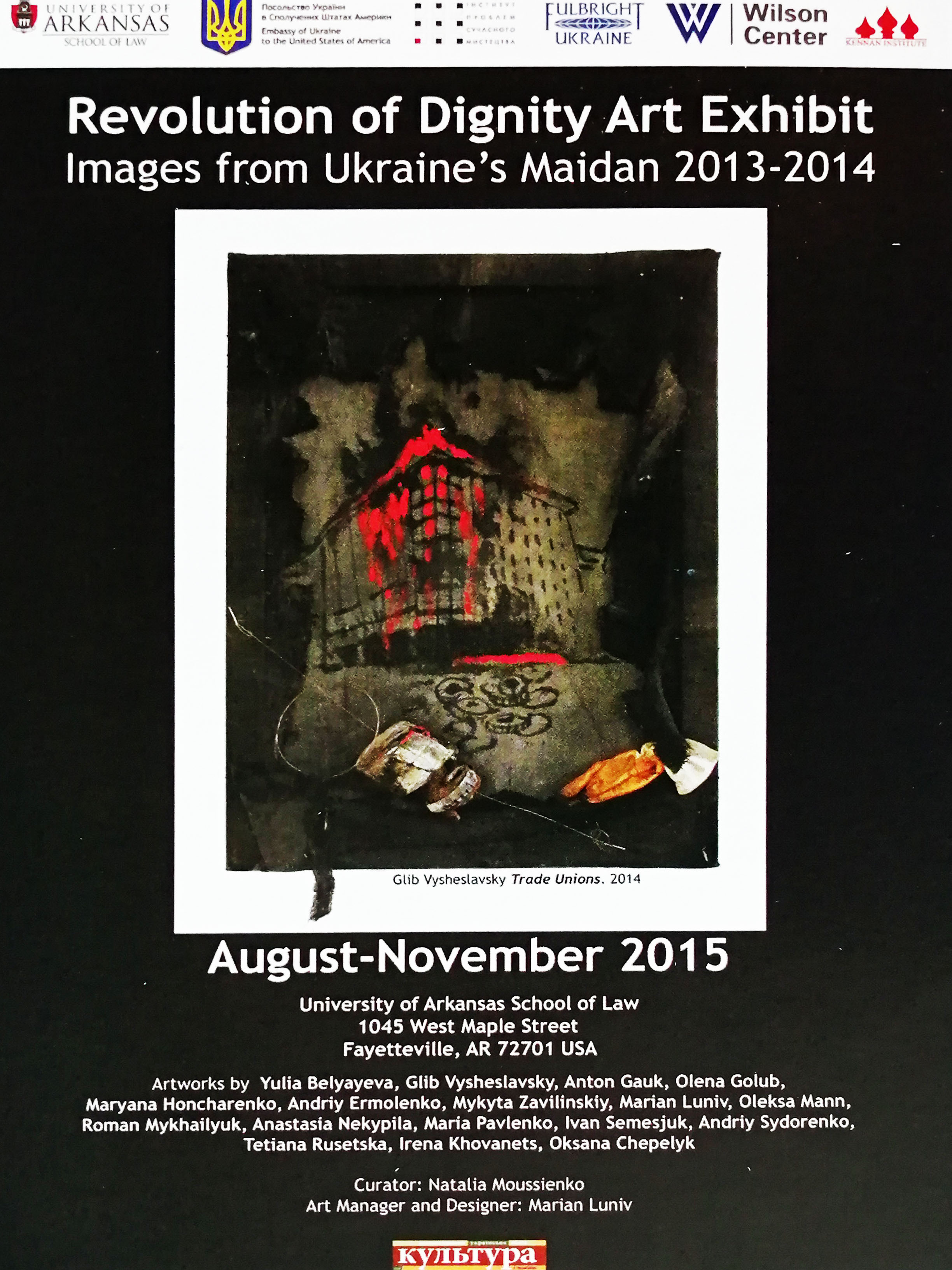
Афіша «Мистецтва Майдану» на основі роботи Г. Вишеславського, Фаєтвіль, серпень-листопад, 2015

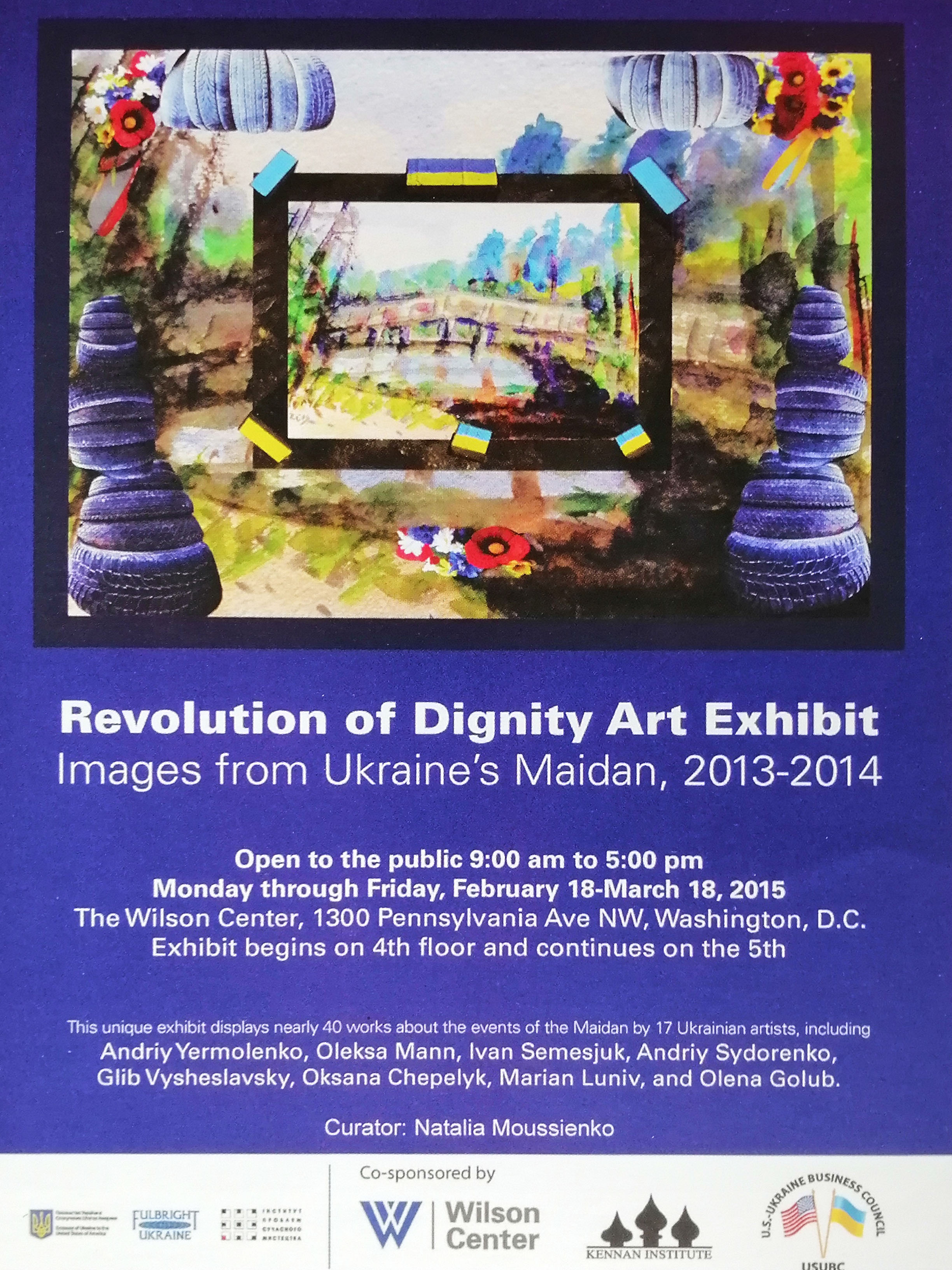
Афіша «Мистецтва Майдану» на основі роботи О. Голуб, Вашингтон, лютий-квітень, 2015

Умови для становлення культурної дипломатії України з’явилися після 1991 року, адже із здобуттям незалежності і початком демократичних перетворень держава отримала можливість провадити самостійну зовнішню політику, зокрема, і у сфері культури. Проте в повній мірі усвідомлення культурної дипломатії як важливого інструменту «м’якої сили» прийшло після Революції Гідності, коли виникла потреба в отриманні ширшої міжнародної підтримки. Необхідність творення і презентування нового іміджу держави після Революції Гідності і в умовах російської агресії змобілізувала митців, дипломатів, громадських активістів і дала поштовх швидкому науково-практичному поступу на цьому напрямі.
Сучасна українська культурна дипломатія ґрунтується на нормативно-правових актах, що регламентують процес міжнародної культурної взаємодії. Це акти внутрішнього законодавства, а також ряд міжнародно-правових документів, які були ратифіковані Україною. Українська культурна дипломатія спирається на принципи, викладені у Законі України «Про засади внутрішньої і зовнішньої політики» (від 10 липня 2010 р.) [Архівовано 27 квітня 2021 у Wayback Machine.]. Базовим документом є Закон України «Про культуру» (від 14 грудня 2010 р.) [Архівовано 15 лютого 2021 у Wayback Machine.], в якому стаття 33 Розділу VIII «Міжнародні культурні зв’язки» засвідчує провідну роль держави у встановленні міжнародних відносин у сфері культури: «Держава сприяє міжнародному культурному обміну, співробітництву закладів культури, професійних творчих працівників, працівників культури України із зарубіжними партнерами». Низка законів регулюють окремі аспекти культурної діяльності. Важливе значення мають угоди про культурне співробітництво, яких від часу проголошення незалежності Україна уклала понад 60.
Основні суб’єкти української культурної дипломатії — це інститути державної влади, неурядові організації, мистецькі об'єднання та окремі митці, громадські активісти, дипломати, науковці, журналісти, політики.
На державному рівні культурна дипломатія здійснюється Міністерством культури та інформаційної політики, Українським інститутом, Міністерством закордонних справ (Департамент комунікацій та публічної дипломатії), Міністерством молоді та спорту, Міністерством освіти і науки, Українським Інститутом Книги, Державним комітетом телебачення і радіомовлення України. Органи влади на обласному і місцевому рівні можуть розвивати міжнародне співробітництво самостійно чи за підтримки з боку центрального уряду, а саме: організовувати мистецькі гастролі, фестивалі, конференції тощо. Багато робиться для розвитку культурного діалогу та підтримки українських митців через різноманітні проєкти, міжнародні культурні організації та фонди. На державному рівні головними інструментами, що ефективно використовуються в міжнародних культурних зв’язках досі залишаються угоди про співробітництво, особливо двосторонні угоди про роки культури чи окремі спільні заходи (форуми, фестивалі, дні культури). Закордонні установи, які втілюють культурну дипломатію України — це посольства. Якщо у структурі посольства немає групи з питань культури, протокольна діяльність все ж передбачає використання елементів національної культури. Найзначнішою подією вважається дипломатичний прийом з нагоди Дня незалежності України. Посольство також виявляє увагу до національних свят і значущих дат і країни перебування. Багато державних культурних установ мають у своїй структурі відділи міжнародного співробітництва. Серед неурядових організацій однією з найбільш відомих є Фонд культурної дипломатії UART, який популяризує Україну та українську культуру за кордоном, сприяє зближенню культур та підтримує історичну спадщину (14 представництв в Україні, а також в Парижі, Монако та Дубаї). Внесок у формування іміджу України за кордоном роблять і представники української діаспори.
Одним з яскравих прикладів  культурної дипломатії  із залученням державної й недержавної підтримки є   арт-проєкт «Мистецтво Майдану», який правдиво відтворює події  Революції гідності українськими митцями. Мандрівна виставка проєкту 17 українських художників з 2014 по 2018 рік демонструвалася  в містах України (10 виставок), США (5 виставок),  Великій Британії  (2 виставки), Нідерландах (1 виставка).  Одночасність експозиції в різних локаціях та мобільність при транспортуванні стали можливими завдяки  роздрукуванню  медіа-творів  та оцифрованню зображень інсталяцій і живопису, здійснені куратором  Наталією Мусієнко й арт-менеджером Мар’яном Лунівим.  Організатори збільшили просвітницьку місію проєкту, надрукувавши 18 афіш, окремо до кожної експозиції, і змістовну   книгу,  де зібрано  свідчення й документи подій Революції.

### Діяльність спеціалізованих інституцій
Міністерство інформаційної політики України 2017 року ініціювало створення Концепції популяризації України у світі, якою було передбачено створення єдиного бренду для просування України. У травні 2018 року бренд Ukraine NOW, розроблений креативною компанією Banda Agency, був схвалений Урядом 10 травня 2018 року. Брендинг Ukraine Now від агентства Banda Agency отримав престижну премію Red Dot Design Award.
Ukraine Now вважають першою успішною маркетинговою кампанією з популяризації України, яку високо оцінюють експерти як в Україні, так і за кордоном. Бренд призначений для використання як онлайн, так і офлайн; як державними та муніципальними установами, так і бізнесом та окремими громадянами. Це, зокрема, друковані матеріали, соціальні мережі, радіо, телебачення, зовнішня реклама, транспорт, сувенірна продукція. Допускається використання логотипа з державною символікою.
У червні 2017 року Кабінет Міністрів України підтримав пропозицію Міністерства Закордонних Справ щодо створення Українського інституту. Його метою було проголошено забезпечення розуміння сучасної України і зростання довіри до України у міжнародному інтелектуальному і культурному середовищі. 28 лютого 2018 року наказом міністра закордонних справ П. Клімкіна було затверджено Статут державної установи «Український інститут» [Архівовано 10 березня 2021 у Wayback Machine.]. На Інститут покладено такі завдання, як презентація та просування іміджу України у світі, сприяння міжнародним обмінам та інтеграції України у світовий культурний контекст, популяризація української мови та культурного продукту за кордоном, поширення за кордоном інформації про науковий, освітній та туристичний потенціал України тощо. У квітні 2018 року директором установи було призначено Володимира Шейка. Український інститут працює в таких секторах, як кіно, музика, візуальне мистецтво, література, перформативні мистецтва, академічні проєкти та програми, кроссекторальні програми, розвиток культурної дипломатії та дослідження. За роки свого існування Інститут заснував ряд програм та реалізував чимало проєктів, наприклад у 2019 році це були Рік культури Австрія-Україна 2019, Між Києвом і Віднем [Архівовано 27 листопада 2020 у Wayback Machine.], Українська ніч [Архівовано 11 січня 2021 у Wayback Machine.], Sounds Around Me [Архівовано 30 червня 2020 у Wayback Machine.].

### 100-річчя культурної дипломатії України
2019 року відзначалось 100-річчя культурної дипломатії України  з нагоди створення та початку закордонного турне Української Республіканської Капели під проводом диригента Олександра Кошиця (1919-1924 рр.).
Гастролі українського хору, як представницької державної інституції Української Народної Республіки, були ініційовані Головою Директорії, Головним Отаманом військ і флоту УНР Симоном Петлюрою з метою протидії російській пропаганді та промоції української культури й незалежності в Європі. Закордонне турне Капели відбувалось за сприяння Міністерства освіти та мистецтв і Міністерства закордонних справ УНР, ставши першим проєктом культурної дипломатії в історії модерної України. Саме завдяки цим гастролям світ уперше почув «Щедрика» Миколи Леонтовича, а українська культура і державний престиж України здобули позитивний резонанс у 17 країнах світу (Чехословаччина, Австрія, Швейцарія, Франція, Бельгія, Нідерланди, Велика Британія, Німеччина, Польща, Іспанія, США, Канада, Мексика, Аргентина, Уругвай, Бразилія, Куба).